# Bidatsu Tennō
Bidatsu Tennō (敏達天皇?) (* 538; † 14 de septiembre 585) fue el trigésimo emperador del Japón, según el orden tradicional de sucesión. No existen pruebas suficientes acerca de este emperador o de su reinado, pero se cree que gobernó el país a finales del siglo VI.

## Biografía
Era el segundo hijo del emperador Kimmei y su consorte Iwahime, una hija del emperador Senka. Según los anales japoneses (Nihongi), su nombre era Nunakura no Futotamashiki (渟中倉太珠敷). En 569 AD fue nombrado príncipe heredero por su padre, a quien sucedió tres días después de su muerte en 572 AD. Gobernó hasta 585 AD, cuando murió después de contraer viruela.
Se le atribuyó mucho después de muerto el título imperial actual de Soberano Celestial (天皇 tennō?), que según una gran mayoría de los historiadores se introdujo recién en el reinado del emperador Tenmu. Su título probablemente fuera Gran rey que gobierna todo lo que está por debajo de los cielos (治天下大王 Sumeramikoto o Amenoshita Shiroshimesu Okimi?), o incluso Gran rey de Yamato (ヤマト大王/大君 Sumeramikoto o Amenoshita Shiroshimesu Okimi?).
Los clanes de la antigua provincia de Yamato, que corresponden a la actual prefectura de Nara, formaron el reino de Yamato, en el período Kofun (250-538). Luego de la conquista de la mayor parte de las islas de Honshu, Shikoku y Kyushu, los gobernantes de Yamato comenzaron a utilizar el título de Gran rey (大王 Okimi?) de Yamato. Fue sólo a partir del siglo VII que el "gran reino" empezó a llamarse Imperio, el título de emperador se extendió a todos los anteriores gobernantes de la dinastía aunque estos no hayan sido emperadores.
Basado en la creencia de que residir en el palacio en el cual el soberano anterior había muerto era un mal presagio, Bidatsu trasladó la capital de Asuka-kyō a la vecina Kōriō, donde construyó el palacio Kudara no Ohi. Tres años más tarde trasladó nuevamente la corte, que se instalaría en el nuevo palacio Osata no Sakitama en Sakurai. Estos tres sitios se encuentran a menos de diez kilómetros el uno del otro, en la antigua provincia de Yamato.
Su reinado se caracterizó, al igual que los anteriores y posteriores, en la lucha por el poder entre el clan Soga, cuyo jefe tenía el título de gran ministro (臣 Oomi?), y el clan Mononobe, cuya cabeza tenía el título de "maestro de ceremonias de la corte" (Ōmuraji), además del mando del ejército. Estas luchas, que duraron más de un siglo, también tenían una causa religiosa, el clan Soga trató de difundir el budismo en la corte con la oposición ferviente del clan Mononobe, que luchó en nombre del sintoísmo junto con el clan Nakatomi, cuyos miembros ostentaban el cargo de maestros de ceremonias (Muraji) de los rituales sagrados sintoístas en la corte.
El título de Oomi fue conferido a Soga no Umako, hijo del ex Oomi Soga no Iname. Umako lentamente extendería su influencia en la corte para convertirse, durante el reinado del sucesor de Bidatsu, el emperador Yomei, en el protagonista indiscutible de todo el panorama político del país. Durante el reinado de Bidatsu trabajó para la difusión del budismo, fundando algunos templos y proporcionando medios de vida a los monjes.
En el campo de la política exterior, Bidatsu restableció las relaciones diplomáticas y comerciales con Baekje y Silla, dos de los tres reinos de Corea. En política interior, hizo reprimir una revuelta de Emishi, que tuvo lugar en la frontera norte del país.
El rey de Baekje, en señal de amistad, le envió a Bidatsu una estatua de Buda, varios libros sagrados y algunos monjes para difundir el budismo en el país. Bidatsu aceptó y, en un principio, comentó en la corte los preceptos de la nueva religión, pero luego se extendió una grave epidemia de viruela que había comenzado a aparecer en el reinado de Kimmei. Miembros del clan Mononobe y Nakatomi difundieron en la corte la idea de que los dioses sintoístas, los Kami, estaban castigando al país por haber acogido al nuevo credo. Se concedió al poderoso Soga no Umako el permiso para que continuará profesando su religión, pero la estatua de Buda fue arrojada a un río, se destruyeron textos budistas y se castigó a los monjes traídos de Baekje para apaciguar la ira divina.
Pero esto no salvó a Bidatsu de la epidemia de Viruela, luego de contraerla murió en agonía en el año 585 AD. Sus restos se conservan en el mausoleo Kawachi no Shinaga no naka no o no misasagi que se encuentra en Osaka.

## Genealogía
Él era el segundo hijo del emperador Kimmei. Su madre, Ishi-hime, era hija del Emperador Senka.
Aunque había tenido muchos hijos, ninguno de ellos se convertiría en Emperador. De acuerdo con Gukanshō, Bidatsu tenía cuatro emperatrices y 16 hijos de la realeza imperial (seis hijos y 10 hijas).
La primera emperatriz de Bidatsu, Hirohime, murió en el quinto año de su reinado. Para reemplazarla, elevó una de sus consortes, la Princesa Nukatabe, al rango de emperatriz. Nukatabe era su media hermana por parte de su padre Kimmei. Más tarde ascendió al trono por derecho propio y hoy se la conoce como la emperatriz Suiko.
Primero le sucedió en el trono uno de sus hermanos, el emperador Yomei, a continuación, por otro, el emperador Sushun, y luego la emperatriz Suiko, su hermana y esposa, antes de que su nieto, el emperador Jomei, finalmente ocupara el trono.
- Princesa Hiro-Hime, hija del Príncipe Mate no Okinaga; Emperatriz consorte en el año 572 AD; falleció en 575 AD; tuvo tres hijos:
  - Princesa Sakanobori
  - Princesa Uji no Shitsukahi
  - Príncipe Oshisako no Hikohito no Oe, nacido alrededor de 556 AD, casado con varias mujeres, la Princesa Ohomata (Ohotomo), su tía, hija del Emperador Kimmei y Soga no Kitashi-Hime, con quien tendría un hijo y una hija; la Princesa Nukate-Hime (media hermana), con quien engendraría tres hijos; La Princesa Woharida (media hermana), con quien tendría un hijo y una hija:
    - Hijo mayor: Príncipe Chinu, nacido alrededor de 575 AD, casado con la Princesa Kibitsu-Hime, con quien tendría un hijo y una hija: La Princesa Takara (Emperatriz Kōgyoku), nacida en 594 AD, y el Príncipe Karu (Emperador Kōtoku)
    - Princesa Kuhada
    - Príncipe Tamura (Emperador Jomei), nacido en 593 AD
    - Príncipe Nakatsu
    - Príncipe Tara
    - Príncipe Yamashiro
    - Princesa Kasanuhi
- Ominako no Iratsume (Kusu Kimi no Iratsuko), hija de Kasuga no Nakatsu Kimi no Omi; segunda consorte; tuvo cuatro hijos:
  - Príncipe Naniha
  - Príncipe Kasuga
  - Princesa Kuwada
  - Príncipe Ohomata
- Unako no Otoshi (Wo-Umako no Iratsume), hija de Ohoka no Obito no Okuma; tercer consorte; tuvo dos hijos:
  - Princesa Futohime (Princesa Sakurawi)
  - Princesa Nukate Hime (Princesa Takara or Tamura), nacida alrededor de 570 AD, casada con el Príncipe Oshisako no Hikohito no Oe, su medio hermano.
- Princesa Nukatabe, nacida en 553, falleció en 628; hija del Emperador Kimmei y Soga no Kitashi hime; consorte imperial; Emperatriz en 576, (Emperatriz Suikō); tuvo siete hijos:
  - Princesa Uji no Shitsukahi (Uji no Kahitako), nacida alrededor de 570, casada con el Príncipe Shōtoku, hijo del Emperador Yōmei y la Emperatriz Anahobe
  - Príncipe Takeda
  - Princesa Woharida, nacida alrededor de 572, casada con su medio hermano Oshisako no Hikohito no Oe
  - Princesa Umori (Karu no Mori)
  - Príncipe Wohari
  - Princesa Tame, casada con su sobrino el Emperador Jomei
  - Princesa Sakurawi no Yumihari